# Martika (álbum)
Martika es el nombre del álbum debut homónimo de la cantante estadounidense-cubana Martika, del cual salió su hit «Toy Soldiers» que llegó al número uno del Billboard Hot 100.

## Lista de canciones
| N.º   | Título                       | Duración |  |
| 1.    | «If You're Tarzan, I'm Jane» | 4:18     |  |
| 2.    | «Cross My Heart»             | 3:52     |  |
| 3.    | «More Than You Know»         | 4:10     |  |
| 4.    | «Toy Soldiers»               | 4:52     |  |
| 5.    | «You Got Me Into This»       | 4:10     |  |
| 6.    | «I Feel The Earth Move»      | 4:11     |  |
| 7.    | «Water»                      | 4:38     |  |
| 8.    | «It's Not What You're Doing» | 4:12     |  |
| 9.    | «See If I Care»              | 3:40     |  |
| 10.   | «Alibis»                     | 3:52     |  |
| 41:55 |                              |          |  |

## Sencillos
- «More Than You Know» (1988)
- «Toy Soldiers» (1989)
- «I Feel The Earth Move» (1989)
- «Water» (1990)